# Христианство в КНДР

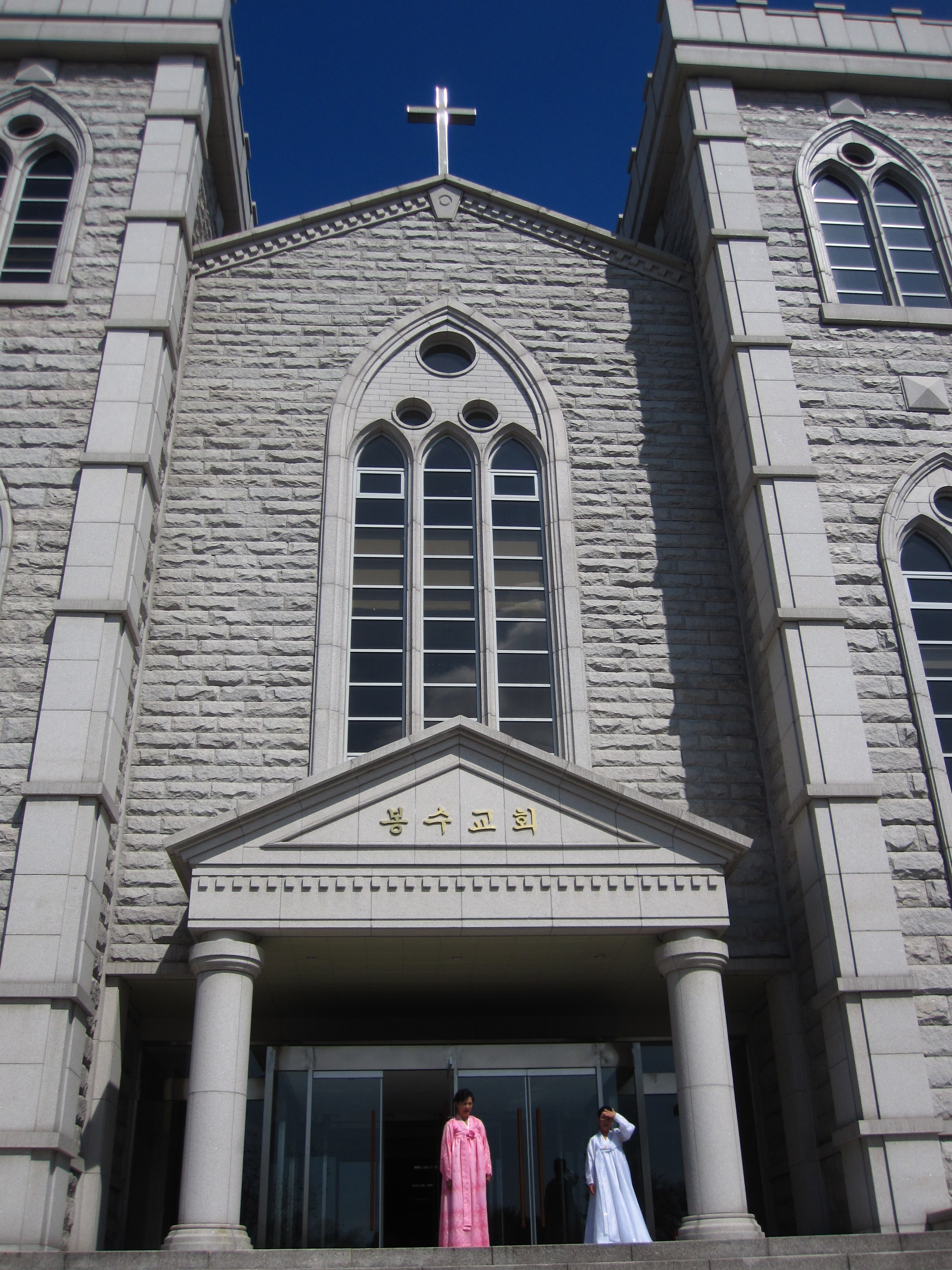
Протестантская церковь в Пхеньяне (входит в Корейскую христианскую федерацию)

Христианство в КНДР — одна из религий, представленных в стране.
По данным Исследовательского центра Пью в 2010 году в Северной Корее проживало 480 тысяч христиан, которые составляли 2,0 % населения этой страны. Энциклопедия «Религии мира» Дж. Г. Мелтона оценивает численность христиан в 2010 году в 484 тысяч верующих.

## Протестантизм в КНДР

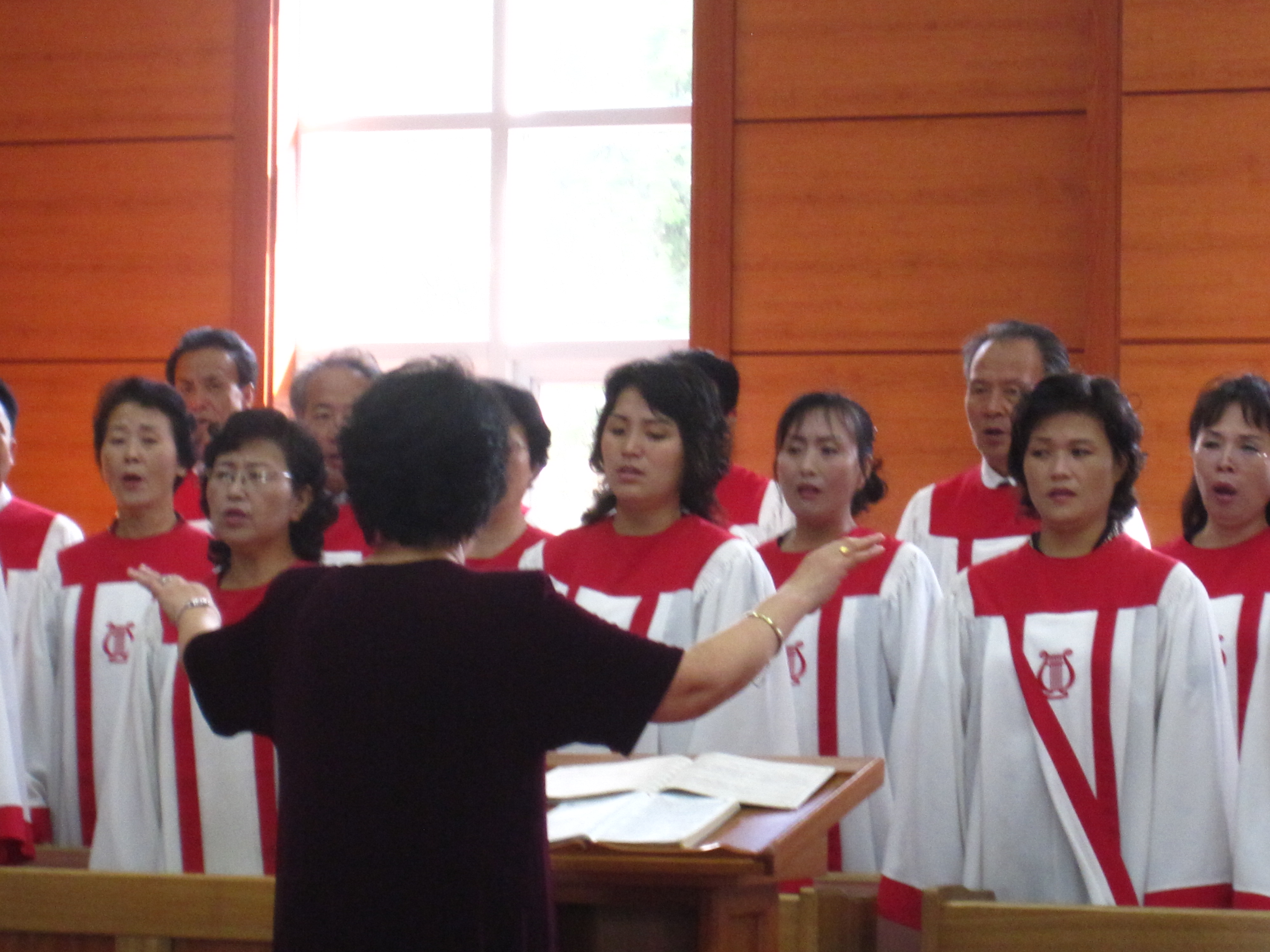
Хор на богослужении в Погсусской христианской церкви

Широкая протестантская проповедь на Корейском полуострове была начата после подписания договора между Кореей и американским правительством в 1882 году. В 1907 году, под влиянием Уэльского пробуждения, в Корее началось религиозное пробуждение. К 1945 году на территории нынешней КНДР насчитывалось 3 тысяч протестантских общин, членами которых были 250—300 тысяч человек. 
После прихода к власти Временного правительства во главе с Ким Ир Сеном было начато полномасштабное преследование христиан. Значительное число протестантских лидеров были репрессированы.
В настоящее время единственным признанным государством протестантским союзом является Корейская христианская федерация. По данным правительства КНДР членами федерации являются 12 тысяч человек. В Пхеньяне действует 2 протестантских храма — Погсусский и Чхильгорский. По широко распространённому мнению, деятельность Корейской христианской федерации служит пропагандистским целям и жёстко контролируется государством.
На протяжении всей истории КНДР в западной прессе циркулировали слухи о существовании в Северной Корее подпольных протестантских церквей, не связанных с Корейской христианской федерацией и не подконтрольных северокорейским спецслужбам. В 1990-х годах, во время голода, Северная Корея ослабила пограничный контроль, что позволило тысячам северокорейских граждан перебираться на заработки в Китай. Здесь многие из них получили гуманитарную помощь и приют в многочисленных христианских миссиях; некоторые позже были обращены в христианство и прошли ускоренные миссионерские курсы. В это же время протестантским организациям удалось переправить в Северную Корею Библии и другую христианскую литературу. Эти факторы вызвали значительный рост подпольных христианских церквей. Издание «Операция Мир» насчитало в 2000 году в Северной Корее 350 тысяч прихожан нелегальных протестантских общин. По данным Исследовательского центра Пью число протестантов в КНДР в 2010 году достигло 440 тысяч. Большинство из них в вероучении и богослужебной практике являются пятидесятниками.

## Православие

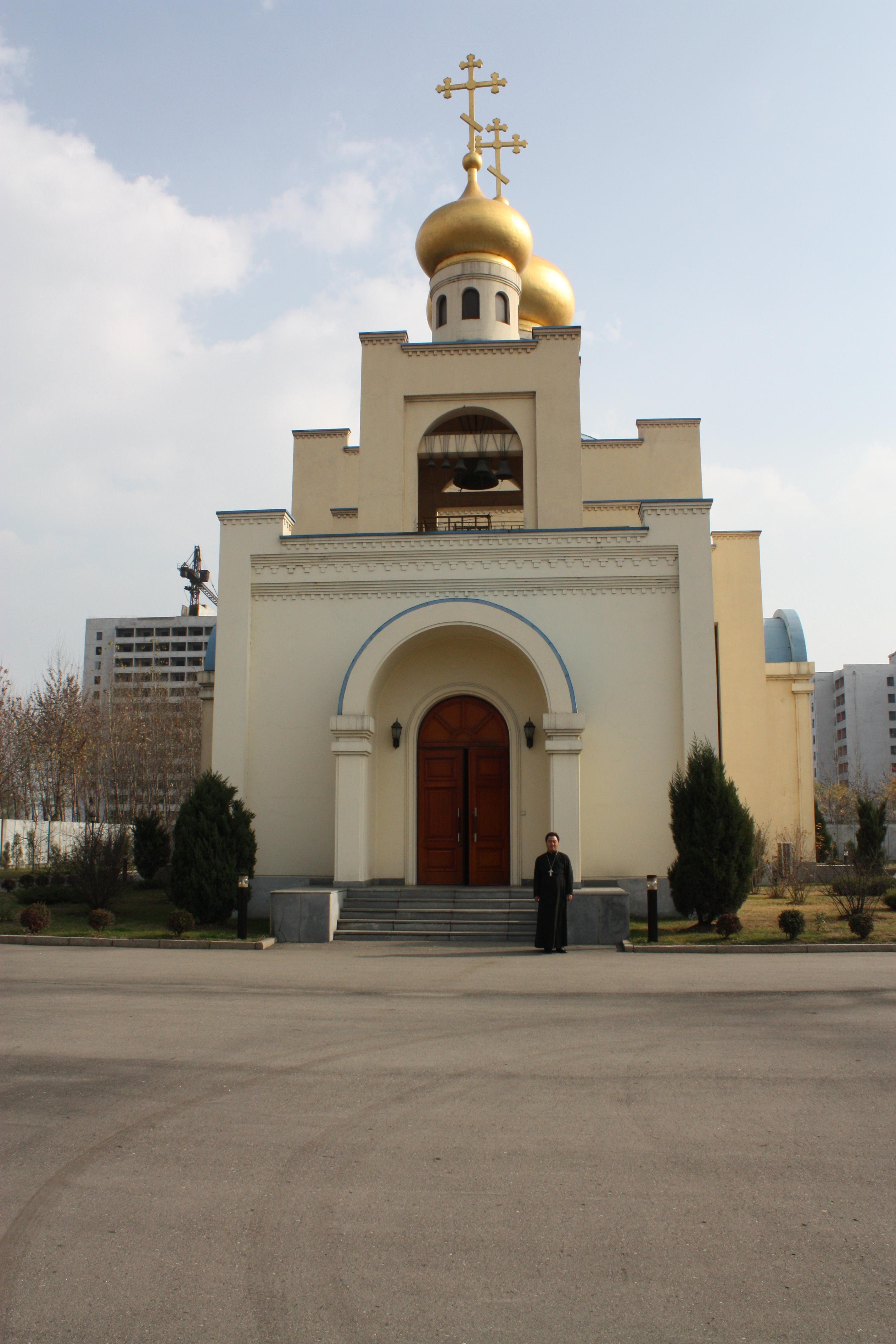
Церковь Святой Троицы в Пхеньяне.

Численность православных в стране оценивается в пределах 0,0002 % (50—60 человек), большую часть из которых составляют дипломаты и приглашённые специалисты из стран с православной традицией.

## Преследование христиан
Основной движущей силой преследований христиан в Северной Корее является государство. По мнению руководства северокорейского режима, христианство внесло свой вклад в крушение коммунизма в странах советского блока, в связи с чем оно рассматривается как угроза стабильности. В течение трех поколений всё в стране было направлено на культ личности Кимов. Христианство составляет идеологическую конкуренцию государственной доктрине — чучхе и рассматривается как враждебный элемент, который необходимо полностью искоренить. Была надежда, что новые дипломатические усилия в 2018 году, включая зимние Олимпийские игры 2018 года, будут означать ослабление давления и насилия в отношении христиан, но до сих пор этого не произошло. Ким Чен Ын сохраняет жесткий контроль над населением, и инакомыслие или поклонение чему-либо другому недопустимы.
Если среди северокорейских граждан выявят христианина, он не только будет сослан в трудовой лагерь в качестве политического преступника или даже убит на месте, но и его семью ожидает та же участь. Христиане не имеют ни малейшего шанса улучшить своё положение в обществе, напротив, их постоянно публично предупреждают и методично запугивают с целью отказа от следования за Христом. Встреча с другими христианами для отправления религиозного культа практически невозможна. Если некоторые верующие северокорейцы осмеливаются на такой шаг, то это происходит в условиях максимальной секретности. Христианские храмы, обычно включаемые в программы посещений для зарубежных туристов в Пхеньяне, практически недействующие, они используются в качестве декораций для пропагандистских целей о якобы существующей в КНДР свободе совести.
По итогам исследования организации «Open Doors», КНДР на протяжении многих лет занимает 1-е место в списке стран, где чаще всего притесняют права христиан, а около 70 тысяч человек отбывают наказание в 30 трудовых лагерях. Пастор Ким Дон Чхоль (арестован в 2015 году) и два корейско-американских христианских лектора в Пхеньянском университете науки и технологии (ПУНТ), Тони Ким и Хак Сонг Ким (арестованы соответственно в апреле и мае 2017 года) были обвинены в шпионаже, но выпущены в преддверии саммита США — Северная Корея в июне 2018 года. В связи с изменением политики найма ПУНТ теперь, как сообщается, ищет неамериканских сотрудников, что является логическим следствием запрета на поездки граждан США.